# Кайзер-Браун, Наташа
Наташа Кайзер-Браун (англ. Natasha Kaiser-Brown; род. 14 мая 1967, Де-Мойн) — американская легкоатлетка, специалистка по бегу на короткие дистанции. Выступала за сборную США по лёгкой атлетике в 1989—1998 годах, обладательница серебряной медали летних Олимпийских игр в Барселоне, чемпионка мира, победительница Игр доброй воли, Панамериканских игр, Всемирной Универсиады и других крупных стартов. Тренер по лёгкой атлетике.

## Биография
Наташа Кайзер родилась 14 мая 1967 года в Де-Мойне, штат Айова. Занималась лёгкой атлетикой во время учёбы в местной старшей школе имени Теодора Рузвельта, девять раз становилась чемпионкой штата, установила несколько школьных рекордов в спринтерских дисциплинах.
Продолжила спортивную карьеру в Миссурийском университете, с 1985 года состояла в университетской легкоатлетической команде «Миссури Тайгерз», с которой успешно выступала на различных студенческих соревнованиях, в том числе становилась победительницей и призёркой чемпионатов Национальной ассоциации студенческого спорта (NCAA). В студенческие годы в общей сложности шесть раз получала статус всеамериканской спортсменки.
Будучи студенткой, в 1989 году представляла США на Всемирной Универсиаде в Дуйсбурге, где вместе с соотечественницами завоевала золотую награду в зачёте эстафеты 4 × 400 метров.
В 1991 году в эстафете 4 × 400 метров одержала победу на Панамериканских играх в Гаване и стала серебряной призёркой на чемпионате мира в Токио (бежала здесь только на предварительном квалификационном этапе).
В 1990 году в эстафете 4 × 400 метров выиграла серебряную медаль на Играх доброй воли в Сиэтле.
В 1992 году в беге на 400 метров выиграла бронзовую медаль на национальном олимпийском отборочном турнире в Новом Орлеане и тем самым удостоилась права защищать честь страны на летних Олимпийских играх в Барселоне — в дисциплине 400 метров дошла до стадии полуфиналов, тогда как в эстафете 4 × 400 метров совместно с Гвен Торренс, Джерл Майлз-Кларк и Рошель Стивенс выиграла серебряную медаль, уступив в финале лишь бегуньям Объединённой команды.
В 1993 году в эстафете 4 × 400 метров выиграла серебряную медаль на чемпионате мира в помещении в Торонто. На чемпионате мира в Штутгарте дважды поднималась на пьедестал почёта: получила серебро в индивидуальном беге на 400 метров и завоевала золото в эстафете 4 × 400 метров. В эстафете показанное американками время 3:16.71	до настоящего времени остаётся рекордом чемпионатов мира.
В 1994 году выиграла чемпионат США на 400-метровой дистанции. На Играх доброй воли в Санкт-Петербурге была третьей в дисциплине 400 метров, победила в эстафете 4 × 400 метров.
В 1997 году на чемпионате мира в помещении в Париже дошла до полуфинала в беге на 400 метров и получила серебро в эстафете 4 × 400 метров. На чемпионате мира в Афинах стала серебряной призёркой в эстафете 4 × 400 метров, но участвовала только в предварительном квалификационном забеге.
Завершила спортивную карьеру по окончании сезона 2000 года.
Замужем за известным прыгуном в длину Брайаном Брауном. После завершения спортивной карьеры они вместе работали тренерами в Университете Дрейк, в течение 11 лет занимались организацией крупного международного турнира при университете Drake Relays. Впоследствии Кайзер-Браун тренировала легкоатлетов в своём Миссурийском университете, отвечала за спринт, барьеры и эстафеты. В её честь названа престижная награда, ежегодно вручаемая самой выдающейся легкоатлетке университета — Natasha Kaiser-Brown Award. Есть дочь Элли Браун, игравшая в баскетбольной команде Миссурийского университета.